# Candidatura de Madrid a los Juegos Olímpicos de 2012

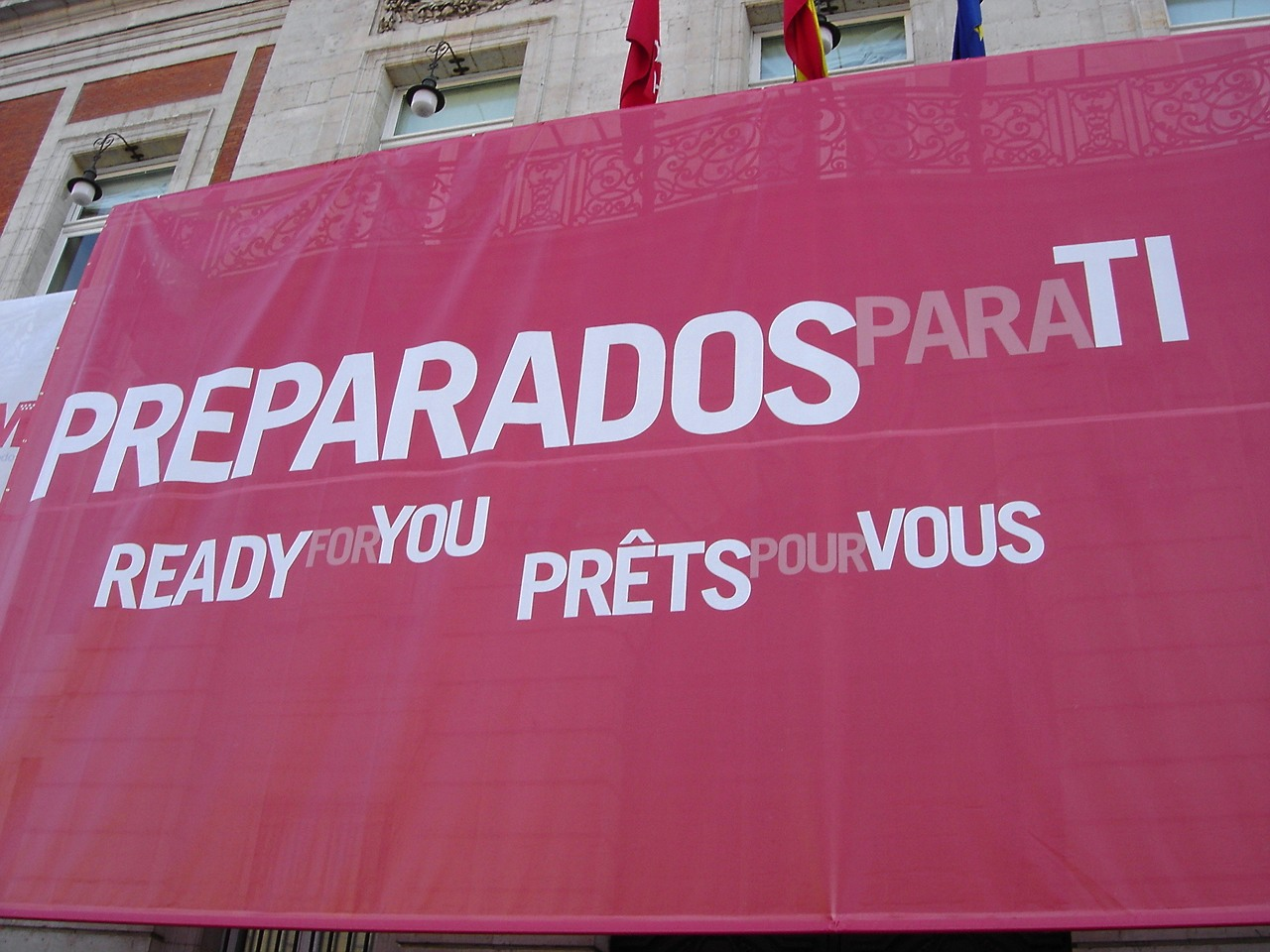
Eslogan de Madrid 2012.

Madrid 2012 fue una de las cinco candidaturas olímpicas clasificadas para los Juegos Olímpicos de 2012. 
Tras las Olimpiadas de Barcelona de 1992 Sevilla presentó su candidatura para las Olimpiadas de 2004 y las de 2008, aunque no logró pasar del primer corte en ninguna de las dos ocasiones. Intentaría, pues, presentarse a las Olimpiadas de 2012 aunque Madrid entonces entró a pujar por la convocatoria, y al solamente poder presentarse una ciudad por país ante el COI, Madrid fue escogida como sede española.
Para las Olimpiadas de 2012 Madrid y Nueva York fueron las dos únicas ciudades candidatas que nunca antes habían celebrado los Juegos. La víspera del día de la votación, celebrada el 5 de junio de 2005 en el centro de Madrid, incluyó en su programa el paseo de la bandera más larga del mundo por las calles de Madrid así como una actuación de la cantante Shakira. La celebración concluyó con un espectáculo de fuegos artificiales. El lema oficial de la candidatura era “Preparados para ti”.
La candidatura de Madrid fue eliminada en la tercera ronda de las votaciones para seleccionar la ciudad anfitriona en la 117ª sesión del COI, el 6 de junio de 2005 en Singapur.
El jueves 6 de julio de 2006, el alcalde de Madrid Alberto Ruiz-Gallardón anunció la candidatura de la ciudad de Madrid para los Juegos Olímpicos de 2016 .

## Villa olímpica y demás zonas
La ciudad olímpica se dividiría en cuatro sectores. En el sector este se encontrarían el anillo olímpico, la villa olímpica y el recinto ferial de IFEMA donde estaría el Centro Internacional de Radio y Televisión y el Centro Principal de Prensa así como disputarse competiciones como boxeo. En el sector oeste se encontrarían la Casa de campo, el Hipódromo de la Zarzuela y el Club de Campo en total se disputarían allí 5 deportes. En el eje central estaría el Parque Lineal del Manzanares
al Sur donde se disputaría 4 deportes. Y como subsedes Mallorca para Vela, Aranjuez para Remo y Piragüismo y Málaga, Barcelona, Alicante y Córdoba para los preliminares de fútbol.
La villa olímpica estaría ubicada a 600 metros del anillo olímpico para albergar a unos 17 500 deportistas, una vez se hubiesen hecho los Juegos se convertirían en viviendas (de 2000 a 3000) incorporándose al parque de viviendas de la ciudad.

## Desarrollo de la candidatura
El proyecto nace en el año 1997 con José María Álvarez del Manzano como alcalde de Madrid y Alberto Ruiz-Gallardón como presidente de la Comunidad, la intención era la de tirar La Peineta y hacerlo un gran estadio olímpico y, junto al estadio, construir las demás instalaciones y luego un pabellón de baloncesto en la Ciudad deportiva del Real Madrid que había sido comprada en 2001 por 27 millones de euros. El presupuesto iba a ser de 1880 millones de euros.
El 21 de enero de 2003 el COE decide presentar la candidatura de Madrid en lugar de la de Sevilla, El 15 de julio, las ciudad de París, Madrid, Londres, Nueva York, Moscú, La Habana, Leipzig, Estambul y Río de Janeiro presentaron sus candidaturas a los Juegos Olímpicos de 2012.
El 18 de mayo de 2004, Madrid es seleccionada entre las cinco candidatas junto a París, Londres, Nueva York y Moscú. Del 3 al 6 de febrero de 2005 una comisión presidida por el marroquí Nawal el Moutawakel inspeccionó la ciudad.

## Informe de evaluación del COI
La candidatura obtuvo la segunda nota más alta (un 8,3) en el informe del COI, solo por detrás de París, clasificándose primera en seis categorías. Su evaluación fue favorable en su mayoría:
- Apoyo gubernamental: 5,3
- Infraestructuras: 8,5
- Instalaciones: 8,7
- Villa Olímpica: 8,7
- Medio Ambiente: 12,7
- Alojamiento: 8,4
- Transporte: 9,0
- Seguridad: 7,4
- Experiencia deportiva: 7,4
- Financiación: 4,0
- Proyecto Global y Legado: 9,0